# Alfred Clebsch

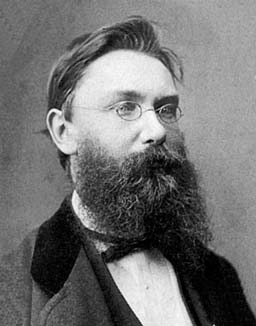
Rudolf Friedrich Alfred Clebsch

Rudolf Friedrich Alfred Clebsch (Koningsbergen, 19 januari 1833 – Göttingen, 7 november 1872) was een Duitse wiskundige die een belangrijke bijdrage aan de algebraïsche meetkunde en invariantentheorie heeft geleverd. Hij studeerde aan de Universiteit van Königsberg en habilitierte aan de Humboldt Universiteit in Berlijn. Daarna doceerde hij in Berlijn en in Karlsruhe. Zijn samenwerking met Paul Gordan in Giessen heeft geleid tot de introductie van Clebsch-Gordan-coëfficienten voor harmonische sferen, die nu op grote schaal in de kwantummechanica worden gebruikt.
Samen met Carl Neumann richtte hij in 1868 aan de Universiteit van Göttingen het wiskundig tijdschrift Mathematische Annalen op.
In 1883 vertaalde Barré de Saint-Venant Clebschs werk over elasticiteit in het Frans en publiceerde dit onder de titel Theorie de l'élasticité des Corps Solides.

## Werken
- (de)  Vorlesungen über geometrie (Lezingen over de meetkunde) (Teubner, Leipzig, 1876-1891) uitgegeven door Ferdinand Lindemann.
- (de)  Theorie der binären algebraischen Formen (Theorie van binaire algebraïsche vormen (Teubner, 1872)
- (de)  Theorie der Abelschen Functionen (Theorie van Abelse functies) met P. Gordan (B. G. Teubner, 1866)
- (de)  Theorie der Elasticität fester Körper (Theore over de elasticiteit van vaste lichamen (B. G. Teubner, 1862)